# Camaguán (Venezuela)
Pour les articles homonymes, voir Camaguán.
Camaguán est le chef-lieu de la municipalité de Camaguán dans l'État de Guárico au Venezuela.

## Histoire
La ville est fondée par le frère capucin Tomás de Castro le 24 septembre 1768 sur la rive gauche du río Portuguesa, fondation confirmée par acte de Diego Antonio Díez Madroñero (1714-1769), évêque de Caracas depuis 1756.

## Géographie

### Faune et flore
La réserve faunique de Esteros de Camaguán (« Estuaires de Camaguán ») est protégée depuis le 9 mars 2000. La zone couvre une superficie de 19 300 hectares sur les municipalités de Camaguán et de Sebastián Francisco de Miranda et présente une végétation caractéristique des zones marécageuses.

## Sources
- (es) Cet article est partiellement ou en totalité issu de l’article de Wikipédia en espagnol intitulé « Camaguán » (voir la liste des auteurs).